# 平成16年台風第18号
平成16年台風第18号（へいせい16ねん たいふう だい18ごう、アジア名：ソングダー）は、2004年8月に発生し、日本に大きな被害を与えた台風である。後に激甚災害に指定された。

## 概要

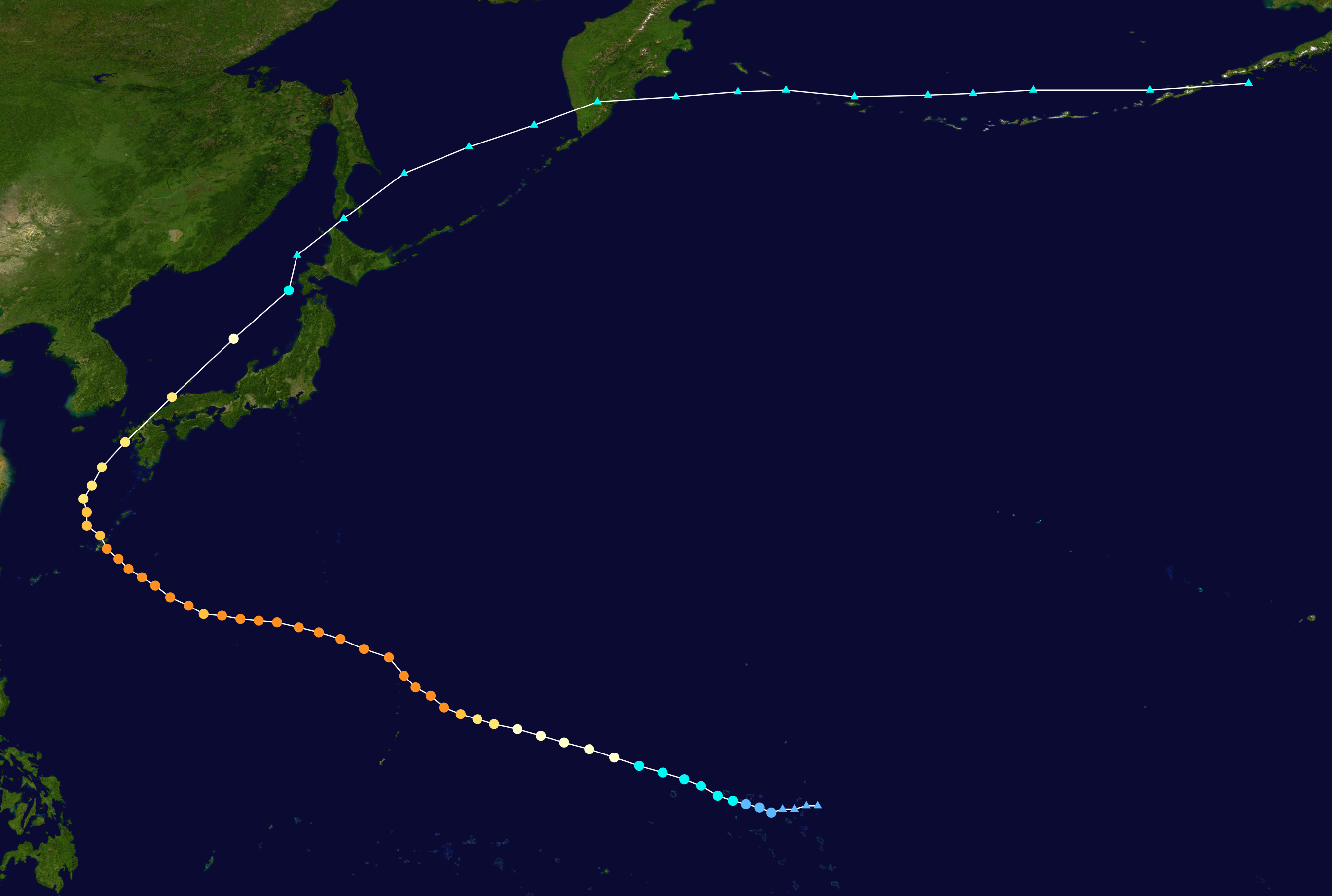
進路図

2004年8月28日9時に、マーシャル諸島近海で発生した台風18号は、当初は中国大陸に進むと予想されていたが、太平洋高気圧の衰退により日本の南海上を北西へ進み、9月5日に大型で非常に強い勢力で沖縄本島の北部を通過。沖縄県名護市では最低海面気圧924.4hPaを記録した。6日には1991年の台風19号に匹敵する勢力となって九州地方北部に上陸する進路が濃厚となり、マスコミも大きく報道した。その後、東シナ海を北上して北東に進路を変え、7日9時半頃に強い勢力で長崎県長崎市付近に上陸し九州地方北部を横断した。7日午後には山陰沖に達し、速度を速めながら日本海を北東に進んだ。そして8日朝には、暴風域を伴ったまま北海道の西海上を北上し、同日9時に温帯低気圧に変わった。温帯低気圧になった後もなお、発達しながら暴風域を拡大し、宗谷海峡に達した。
この台風の進路は、平成3年台風第19号と酷似しており、北海道に再発達して近づき、大きな被害を出した点は1954年の洞爺丸台風との類似が指摘される。しかもこの台風は「風台風」であったという点も、前述の洞爺丸台風等との共通点である。
広島県広島市で60.2m/s、北海道札幌市で50.2m/sなど、沖縄地方や九州地方、中国地方や北海道などでは、これまでの記録を更新する最大瞬間風速50m/s以上の猛烈な風を記録した。また、九州地方の一部では900mmを越える大雨となった。さらに、瀬戸内海沿岸、西日本から北日本にかけての日本海側沿岸などで高潮が発生している。
この台風により、各地で建物の損壊や倒木被害が発生し、転倒や飛散物の落下により多数の負傷者が出た。また、西日本では船舶の乗揚げ事故が相次いだ。

### 気圧の経過
※時間はすべて日本標準時(JST)。
| 8月28日 | 09:00       | 998hPa | （発生）                                       |
| 8月29日 | 09:00       | 980hPa |                                                |
| 8月30日 | 09:00       | 975hPa |                                                |
| 8月31日 | 09:00       | 940hPa |                                                |
| 9月1日  | 09:00       | 925hPa |                                                |
| 9月2日  | 09:00       | 925hPa |                                                |
| 9月3日  | 09:00       | 935hPa |                                                |
| 9月4日  | 09:00       | 935hPa |                                                |
| 9月5日  | 09:00       | 925hPa | （この後沖縄本島を直撃。名護で924.4hPaを観測） |
| 9月6日  | 09:00       | 935hPa |                                                |
| 9月7日  | 09:00       | 945hPa | （この後上陸）                                 |
| 9月8日  | 00:00       | 965hPa |                                                |
| 9月8日  | 03:00-06:00 | 970hPa | （一度気圧が上がるが再発達する）               |
| 9月8日  | 09:00       | 968hPa | （温帯低気圧に変わる）                         |

## 記録
- 台風による各地の記録
  - 最大瞬間風速

1位-広島県広島 - 60.2m/s
2位-熊本県阿蘇山 - 57.1m/s
3位-島根県西郷 - 55.8m/s
4位-鹿児島県沖永良部 - 53.6m/s
5位-長崎県雲仙岳 - 53.2m/s
  - 台風が通過した9月4日から9月8日までの合計降水量

1位-宮崎県諸塚 - 905mm
2位-宮崎県神門 - 573mm
3位-宮崎県西米良 - 549mm
4位-愛媛県成就社 - 545mm
5位-徳島県木頭 - 542mm
  - 最大1時間降水量

1位-静岡県清水 - 102mm 9月4日 22:20-23:20[21]。
2位-長野県南木曽 - 89mm 9月4日 16:00-17:00
2位-三重県雲母峰 - 89mm 9月5日 18:40-19:40
4位-静岡県稲取 - 88mm 9月4日 20:20-21:20[21]
5位-三重県紀伊長島 - 85mm 9月5日 20:30-21:30

| 順位 | 名称                               | 国際名   | 中心気圧（hPa） | 観測年月日                | 観測地点           |
| ---- | ---------------------------------- | -------- | --------------- | ------------------------- | ------------------ |
| 1    | 沖永良部台風 （昭和52年台風第9号） | Babe     | 907.3           | 1977年（昭和52年）9月9日  | 沖永良部（鹿児島） |
| 2    | 宮古島台風 （昭和34年台風第14号）  | Sarah    | 908.1           | 1959年（昭和34年）9月15日 | 宮古島（沖縄）     |
| 3    | 室戸台風                           | -        | 911.6           | 1934年（昭和9年）9月21日  | 室戸岬（高知）     |
| 4    | 平成15年台風第14号                 | Maemi    | 912.0           | 2003年（平成15年）9月11日 | 宮古島（沖縄）     |
| 5    | 枕崎台風 （昭和20年台風第16号）    | Ida      | 916.1           | 1945年（昭和20年）9月17日 | 枕崎（鹿児島）     |
| 6    | 第2室戸台風 （昭和36年台風第18号） | Nancy    | 918.0           | 1961年（昭和36年）9月15日 | 名瀬（鹿児島）     |
| 7    | 昭和5年8月の台風 （名称なし）      | -        | 922.0           | 1930年（昭和5年）8月9日   | 南大東島（沖縄）   |
| 8    | 昭和38年台風第14号                 | Gloria   | 923.5           | 1963年（昭和38年）9月10日 | 石垣島（沖縄）     |
| 9    | 平成18年台風第13号                 | Shanshan | 923.8           | 2006年（平成18年）9月16日 | 西表島（沖縄）     |
| 10   | 平成16年台風第18号                 | Songda   | 924.4           | 2004年（平成16年）9月5日  | 名護（沖縄）       |

## 被害
台風第18号による死者は41名、行方不明者は4名。保険金の支払額は約2,700億円に達した。各地で暴風による家屋の倒壊・建物の損傷・看板の落下・倒木・農作物の倒状被害や、高潮や高波による冠水、堤防の損壊などが相次いだ。また、船の座礁の被害も多く見られた。
熊本県荒尾市のグリーンランド（当時の三井グリーンランド）では、観覧車のゴンドラ数基が落下。瀬戸内海沿岸部では平成16年台風第16号による高潮によって数万世帯の住宅が海水に浸かるなど大きな被害があり、その復旧作業中にこの台風が来たため、さらに被害を拡げることとなった。また各地で塩害によって、農作物の被害や長時間の停電等の被害が発生した。
特に山口県での停電被害は深刻で、県内のほぼ全世帯で停電し、中国電力は近県の営業所からも社員を派遣させたが、被害が大きく、山陽地方（山口県・広島県・岡山県）を中心に約3日間電気の使えない状態が続いた。山口県山口市の山口情報芸術センターでは屋根がはがれ損壊、下松市の笠戸島ではインドネシア船籍の貨物船「トリ・アルディアント号」が島に座礁し、22人のインドネシア人船員全員が死亡した。
広島県の世界遺産・厳島神社では、国宝である左楽房の倒壊をはじめ多くの被害が出た。
普段台風の被害を受けることが少ない北陸・東北・北海道でも50m/sを超える風が吹き、東北の日本海側では、先に通過した台風第15・16号と第18号の影響で大規模な塩害・落果が発生。これまで温暖で豊作ペースであった秋田県、山形県、新潟県の穀倉地帯は塩害で稲穂が死滅し、大冷害だった1993年米騒動にもせまる大凶作になった地域もあった。ポプラ並木で有名な北海道大学ではポプラの多くが倒れた。北海道札幌市ではこれまでの観測史上最大となる最大瞬間風速50.2m/sを観測した。また、網走管内雄武町でも51.5m/sの最大瞬間風速を観測した。この台風第18号の影響で神恵内村の国道229号大森大橋が流され、道の駅オスコイ!かもえないが約6年間閉鎖された（2010年4月24日再開）。